# 밀양 세종병원 화재
밀양 세종병원 화재(密陽世宗病院火災)는 2018년 1월 26일 경상남도 밀양시 중앙로 114(가곡동)에 있는 세종병원에서 발생한 화재 사고이다. 이 사고로 승강기에 갇힌 의사 1명, 간호사 1명, 간호조무사 1명을 포함해 47명이 사망하고 145명이 부상당하는 등 총 192명의 사상자가 발생했다. 화재 직후 정전되었는데 용량 결함 상태인 비상용 발전기가 가동되지 않았다. 스프링클러 설비가 설치되지 않았는데 법률상 2018년 6월 30일까지 설치하도록 돼 있어 1월 마지막주에 공사를 시작하기로 한 상태였다.

## 전개
세종병원 1층 응급실에서 7시 32분에 화재가 발생해 밀양소방서가 대응을 시작하였다. 9시 29분에 큰 불길을 잡고 10시 20분에 화재를 완전히 진화하였다. 그러나 소방력이 현장에 도착했을 당시 이미 25명이 사망한 상태였다.

## 대응

### 재난기관
밀양소방서는 7시 32분에 화재를 접수해 가곡119안전센터와 구조대가 7시 35분에 선착하였다. 선착대는 주 출입구로 진입이 어려워 병원 2층에 사다리를 전개하고 구조작전을 수행하였으며, 응원출동한 구조대원 상당수를 요양병원에 투입해 요양병원 환자를 전원 구조하였다고 밝혔다.

### 중앙정부
청와대는 사고가 발생한 지 10분 뒤인 오전 7시 39분부터 국가위기관리센터를 가동했고, 위기관리센터는 정의용 국가안보실장이 주재했다. 오전 8시 8분에 문 대통령이 위기관리센터를 방문해 지휘하려 했으나, 청와대는 화재가 진압됐기 때문에 수석-보좌관 회의를 진행하는 방향으로 선회했다. 이후 오전 10시 55분 문재인 대통령은 긴급 수석·보좌관 회의를 주재해 화재 상황을 보고받고 철저한 대응을 지시했다.
오전 7시 56분 보건복지부는 국립중앙의료원 재난응급의료상황실을 통해 소방상황실의 의료지원 요청이 접수되자 밀양시 보건소 신속대응반과 인근 재난거점병원 재난의료지원팀을 출동시켜 환자 분류, 응급처치, 이송 등을 지원했으며 또 재난응급의료상황실은 소방 등 유관기관과 인근의 수용 병상, 고압산소치료시설, 구급차 등 의료자원 정보를 실시간 수집·공유하며 환자들의 신속한 분산 이송을 도왔다.
이낙연 국무총리는 "행정안전부 장관, 소방청장, 경찰청장은 보건복지부 등 관계부처와 함께 가용한 모든 장비와 인력을 동원해 건물 내부를 신속히 수색해 최우선으로 인명을 구조하고 화재진압에도 최선을 다하라"는 긴급지시를 내렸고 행정안전부는 범정부사고수습본부를 구성해 보건복지부가 이끄는 중앙사고수습본부를 지원키로 했다. 범정부사고수습본부는 중앙사고수습본부와 유기적인 유기적인 협조체계를 유지하고 이미 화재현장에 파견된 범정부현장대응지원단을 통해 사상자와 유가족에 대한 종합적인 지원을 할 계획을 밝혔고 오전 9시 10분에 현장으로 급파되어 활동했다. 한편 김부겸 행정안전부 장관은 오전 9시에 헬기를 타고 현장으로 이동해 현장 수습을 위한 지휘 등에 나섰다.
송영무 국방부 장관은 화재와 관련된 지역책임부대 가용 인력과 장비의 최대 지원을 지시하여 "현재 39사단 119연대의 5분 대기조와 기동중대 5분 대기조, 의무 앰뷸런스 1대, 군의관 2명, 의무병 2명 등을 화재 현장에 보내 지원을 준비하고 있다"고 한다.
오후 2시 20분에 밀양을 찾은 이낙연 국무총리가 밀양시청 상황실에서 보고받고 정부서울청사, 세종 소방청, 청와대 위기관리센터를 연결한 화상회의를 했고, 또 환자들이 대비한 병원을 찾아 의료진에게는 "잘 부탁한다"고 말했고, 환자들에게 위로를 건넸다.

### 지방정부
8시 10분에 밀양시 지역재난안전대책본부가 가동되기 시작했고, 이후 8시 23분에 경상남도로 지휘권이 이관되었다. 대한민국 소방청은 8시 27분부터 중앙긴급구조통제단을 가동하면서 10시 40분부터 18시까지 중앙사고수습본부를 운영하다가 보건복지부로 사고수습임무를 이관하였다.

## 원인
세종병원 1층 응급실 옆 직원 탈의실에서 처음으로 화재가 발생하였다. 앞쪽 병원과 뒤편 요양병원에 있던 환자들은 대부분 거동이 불편한 환자들이었다. 이로 인해 밀양소방서는 연소 확대는 방지하였지만 환자들이 탈출하지 못해 사망자가 많았다고 추정하고 있다. 병상을 증가하여 수용 인원이 증가함에 따라 의료진의 수도 늘어야 하지만 병원측이 적정한 인원을 갖추지 못했고, 불법 증축으로 대피로를 확보하지 못하여 피해를 키웠다.바

## 논란

### 소방시설 논란
병원 내에 스프링클러가 설치돼 있지 않았다는 점에서 건물관리에 소홀 한 것이 아니냐는 의문이 제기되었지만, 병원 이사장은 세종병원은 건축법상 스프링클러 설치 대상이 아니었고, 세종요양병원은 2018년 6월 30일까지 스프링클러 설치를 마치기 위해 공사 계획을 수립한 상태였다고 주장했다.

### 비상기발전기 미작동
화재가 발생되면 대부분 정전으로 이어지는 데, 이 사고현장도 마찬가지로 즉시 정전되었다.  비상발전기는 용량 부족에 의해 가동될 수도 없었고, 이의 미작동으로 인해 승강기에 의료진 포함 6명이 갇혀 사망하는 등 피해를 키웠다. 이 병원은 소방용 비상발전기는 아니고, 의료법에 의한 비상발전기가 설치되어 있었다. 실질적인 성능을 갖도록 되지 않고 형식적인 시설로 구비되어 있었다. 비상발전기의 미작동의 원인은 주로 용량 결함과 제어장치 결함으로 초래된다.  현 제도에서는 설치시 및 정기검사 등에서 용량검사 항목 부재로 이의 검사 절차가 없는 것이 문제였다. 화재 시 소방안전과 인명 구조를 위한 제도 마련을 위해 전기안전관리법이 제정되는 계기가 되었다,.

### 재난안전 컨트롤타워에 대한 의문 제기
화재가 일어난 지 얼마 되지 않은 시점에서 다시 많은 인명피해가 발생하자 사고당일 국민의당은 문재인 정부의 컨트롤 타워가 제대로 작동하는지 의문을 제기하였다. 자유한국당 장제원 수석대변인도 논평에서 안전한 대한민국을 만들겠다던 문재인 정부는 도대체 어디 있었냐며 정부에 대한 비판을 가했으며 이후 SNS을 통해서도 논평과 같은 이유로 비판했다. 김성태 자유한국당 원내대표는 직접 참사 현장을 방문해, 청와대가 조선민주주의인민공화국 현송월 뒤치다꺼리 하느라 국민의 생명을 못 지켰다고 지적하면서 문재인 대통령의 사과와 책임을 요구했고 한편 함께 현장에 있었던 안철수 국민의당 대표도 역시 세월호 참사, 제천 참사에도 불구하고 대한민국이 달라진게 없다며 비판했다. 홍준표 자유한국당 대표는 서울 여의도 당사에서 열린 '밀양 화재 참사 긴급대책회의'에서 세월호를 이용해 집권한 문재인 정부는 지난 8개월 동안 재난안전 대비책을 전혀 갖추지 않은 정부로 보인다며 비판했으며사고 하루 뒤 홍준표는 자신의 SNS을 통해 자유한국당은 공식논평으로 문재인 정권은 눈물쇼로만 순간을 모면하려고 하면서 전혀 정치적 책임은 지지 않으려고 한다며 비판했다. 국민의당은 논평으로 지금이라도 말뿐인 국민안전 대신 재발방지를 위한 실질적 지원과 관련 제도 개선이 필요하다고 지적했다. 한편 일부 유족은 정부가 이번 화재가 난 뒤 해준 게 뭐가 있느냐며 유가족 지원 등 실질적인 도움이 되는 얘기는 단 한마디도 없었다고 비판했다. 홍준표는 세종병원을 방문하여 참사에 대한 정치적 책임 차원에서 이낙연 국무총리의 사퇴를 촉구했다.

## 범죄 사실
2018년 1월 26일 화재 사고 발생 직후 경찰수사본부(본부장 진정무 경남지방청2부장), 검찰 수사팀(수사지휘 총괄 창원지검 김홍창 차장검사, 수사팀장 박현철 밀양지청장), 수사지원팀(팀장 창원지검 김완규 형사2부장)을 구성하여 협조체제가 구축되었다. 2018년 2월 10일 효성의료재단세종병원을 운영한 (의)효성의료재단 이사장 손경철, 효성의료재단세종병원 총무과장(소방안전관리자) B를 구속하였다. 2018년 2월 23일에는 세종병원의 행정이사 C를 구속하였으며, 3월 6일 재단 이사장 손경철(업무상과실치사상, 의료법위반, 건축법위반, 위계공무집행방해)과 세종병원 총무과장 B(업무상과실치사상)를 구속기소하였다. 2018년 3월 15일에는 세종병원 행정이사 C(업무상과실치사상, 의료법위반)를 구속기소하였으며, 세종병원 병원장 D(업무상과실치사상, 의료법위반), (의)효성의료재단 법인(의료법위반, 약사법위반, 건축법위반), ○○보건소 공무원 F(허위공문서작성·동행사), ○○보건소 전 공무원 G(허위공문서작성·동행사)를 불구속 기소, 대진의사 H(의료법위반), I(의료법위반), J(의료법위반), (의)효성의료재단세종요양병원 전 의사 K(약사법위반), 세종요양병원 간호사 L(약사법위반), N발전기 운영자 M(위계공무집행방해방조)를 약식기소했다.
세종병원은 손경철이 이사장으로 취임한 2008년 연매출 36억원에서 2016년에는 74억원으로 2배 이상 성장하였고, 2017년 11월 경 사업비 17억원을 투자하여 병원을 신축하는 등 점차 그 규모를 확장하고 있었다. 그러나 화재 등 안전사고에 대비한 시설, 설비, 인력 확충에 대해서는 투자가 미흡하였고 이에 검찰은 화재사고의 주요 책임자인 효성의료재단 이사장 손경철, 세종병원 행정이사, 총무과장(소방안전관리자), 병원장을 업무상과실치사상 혐의로 기소하였다.
또한 효성의료재단 이사장 손경철은 2012년 4월 경 세종병원 및 세종요양병원에 22kw 발전기 1대만 설치하고도, 22kw의 발전기 2대를 설치한 것처럼 허위의 시험성적서를 보건소에 제출하여 담당 공무원의 의료시설 점검 업무를 방해(위계공무집행방해)하였으며, 2014년 ~ 2017년 경 목조 휴게실, 컨테이너 창고, 샌드위치판넬 창고, 목조 비가림 천장 등 4건의 불법 증개축(건축법위반)을 하였다. 세종병원과 세종요양병원을 잇는 2층 연결통로 바닥에는 1층과 통하는 공간이 있는데, 이를 통하여 유입된 1층의 유독가스가 불법 건축된 폐쇄형 비가림막으로 인하여 외부로 배출되지 못하여 피해가 확대되었다. 세종병원은 관할당국으로부터 위 폐쇄형 비가림막에 대하여 수차례 철거 명령을 받았으나 이행하지 아니하고, 약 3,000만원의 이행강제금만 납부하며 계속 사용하고 있었다. 손경철 이사장과 세종병원 행정이사는 2017년 2월 28일 ~ 2018년 1월 26일 의료인 수 변경 허가 없이 당직의사 4명을 고용하였으며(의료법위반), 2018년 1월 8일 ~ 26일 당직의료인으로 의사 1명, 간호사 2명을 두어야 함에도 간호사를 두지 않은(의료법위반) 사실도 확인되었다. 세종병원 병원장은 2018년 1월 15일 ~ 26일 H 등 4명의 의사로 하여금 병원장인 자신의 명의로 처방전을 작성하게 한 의료법 위반 사실이 확인되었다(대진의사 4명도 의료법위반).
보건소 공무원 F와 G는 2012년 4월 세종병원에만 자가발전시설이 설치되어 있음에도, 세종요양병원이 자가발번시설기준을 충족한다는 내용의 공문을 작성하여 같은 보건소 보건사업과장의 결재를 받았다(허위공문서작성․동행사).
세종요양병원 전 의사 K는 2017년 12월 1일 약사가 아님에도 세종요양병원 간호사인 L에게 의약품을 조제하게 하였고(약사법위반), L은 약사가 아님에도 의약품을 조제하였다(약사법위반).

## 같이 보기
- 후쿠오카시 정형외과 의원 화재
- 화재안전특별조사